# Колумб був ідіотом
«Колумб був ідіотом» (англ. Columbus Was a Dope) — коротке науково-фантастичне оповідання Роберта Гайнлайна. Опубліковане журналом Startling Stories в травні 1947.
Пізніше включене в збірку: «Загроза з Землі» (1959).

## Сюжет
Власник бару Бернс та бармен Фред бачать, що в заклад прийшов професор Нолан, який займається розробкою зорельота. Нолан розповідає, що політ зорельота триватиме впродовж життів 2-3 поколінь. Це буде корабель поколінь до Проксими Центавра. Фред стверджує, що такі подорожі йдуть на користь суспільству, як, наприклад, подорож Колумба. Якби не Колумб, вони всі зрештою не сиділи б у цьому барі. Бернс же наполягає, що «Колумб був ідіотом» і повинен був залишатись вдома. На його думку, оскільки людина від природи не здатна літати чи перепливати море, то цього не слід робити і жодними технічними засобами. Підкінець Бернс запитує чи подобається тут Фреду. Той відповідає — так, адже бар знаходиться на Місяці.